# Gnck
gnck（じーえぬしーけい、1988年 - ）は、日本の美術評論家。美術批評、キャラ・画像・インターネット研究を行なっている。

## 概要
1988年、東京生まれ。 
「画像の演算性の美学」を軸に、webイラストから現代美術まで研究する。
美術手帖第15回芸術評論募集（審査員：谷川渥、椹木野衣、松井みどり）では論文「画像の問題系　演算性の美学」で第一席に選出された。

## 論考
- 「画像の問題系　演算性の美学」『美術手帖』2014年10月号（美術出版社,2014）
- 「芸術の公共圏」『絵画検討会2016』（アートダイバー,2017）
- 「電子のメディウムの時代、デジタル画像の美学」『スクリーン・スタディーズ』（東京大学出版,2018）
- 「梅沢和木　キャラと画像とインターネット-画像の演算性の美学Ⅰ-」『Re:エターナル画像フォースコア』（CASHI°,2018）[2]
- 「芸術と教育の本来的な危険」『山本高之「どんなじごくへいくのかな」展』（角川武蔵野ミュージアム,2025)[3]